# Kostel Navštívení Panny Marie (Květnov)
Kostel Navštívení Panny Marie je římskokatolický kostel zasvěcený Navštívení Panny Marie v Květnově v okrese Chomutov. Od roku 1963 je chráněn jako kulturní památka. Kostel stojí na terase na nízkém návrší severovýchodně od vesnice. Od osmnáctého do počátku dvacátého století byl známým poutním místem, které navštěvovalo až 20 000 poutníků z obou stran Krušných hor ročně.

## Historie

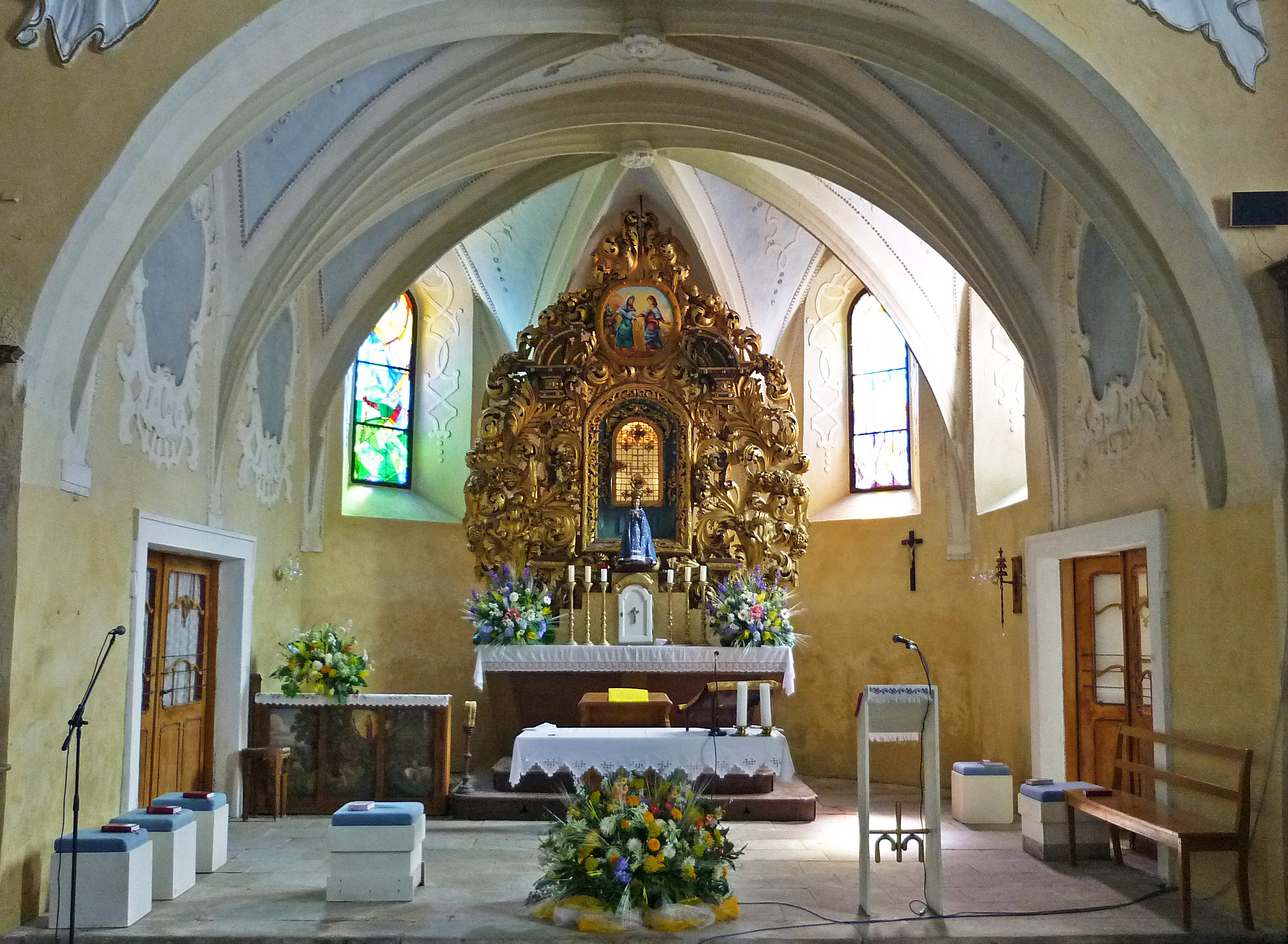
Interiér kostela

První písemná zmínka o kapli, která byla předchůdcem dnešního kostela, pochází až z roku 1592, ale postavena byla někdy během první třetiny šestnáctého století. Její správu vykonávali chomutovští jezuité a v roce 1669 pro ni ve Freibergu koupili zvon. Původní kaple tvoří současný presbytář a kratší část lodi, protože v roce 1674 byl kostel rozšířen, přistavěna sakristie a rok později ještě věž. Vznikla také ohradní zeď se schodištěm a malou kaplí Narození Panny Marie naproti západnímu průčelí kostela.

## Stavební podoba
Jednolodní kostel je postaven z kamene a pálených cihel. Na obdélnou loď navazuje pětiboký presbytář s vnějšími opěrnými pilíři v nárožích. K němu ze severu a jihu přiléhají dvě sakristie a na východní straně malá kaple přístupná exteriérovým vchodem z jižní strany. Přibližně uprostřed jižní stěny lodi byla přistavěna věž zakončená cibulovou bání s lucernou. Mezi věže a jižní sakristii je vložena drobná přístavba s pultovou střechou. Hlavní vstup do kostela se nachází v západním průčelí, ale je možné vstoupit také dveřmi v západní stěně věže. Samostatný vstup vede z jižní strany na kruchtu.
Nejstarší částí kostela je presbytář a k němu přiléhající část lodi o délce dvanáct metrů, který byla zakryta trámový stropem. K presbytáři byla roku 1674 přistavěna z jeho severní strany přístupná sakristie s klášterní klenbou. Raně barokní úpravy pokračovaly až do roku 1685. Rok po stavbě sakristie byla přistavěna věž a zároveň nejspíše upravena okna lodi. Samotná loď byla prodloužena směrem k západu, zastropena nepravou klenbou se štukovou výzdobou a v západní části doplněna o kruchtu. Ze stejného období pochází hambalkový krov a vstup z exteriéru do severní sakristie.
Pozdně barokní úpravy kostela probíhaly přibližně v době mezi lety 1750–1800. Nejprve byla postavena jižní sakristie, kruchta byla doplněna o balustrádu a stěny se stropem byly vyzdobeny dochovanými štuky s rokokovými kartušemi a pásky. Okolo roku 1800 byla přistavěna kaple na východní straně presbytáře. Nejmladší částí stavby z doby po roce 1900 je drobná vestavba mezi věží a jižní sakristií. Má vlastní vchod z exteriéru, je propojená se sakristií a vynutila zazdění východního vstupu do věže. K mladším úpravám z dvacátého století patří také dochovaná podoba oken východní kaple.

## Zařízení
V západním štítu je nad hlavním vstupem výklenek se sochou Panny Marie Květnovské. Hlavní oltář je barokní z doby okolo roku 1700 a jeho součástí je pozdně gotická dřevořezba Panny Marie. Kromě něj jsou v kostele ještě dva boční oltáře zasvěcené svaté Anně a svatému Janu Nepomuckému.

## Pověst
Podle legendy o založení poutního místa zde pasáček proklínal neposlušné stádo ovcí a uslyšel napomenutí Panny Marie, jejíž sošku zahlédl ve křoví. Přinesl ji do vsi, kde se obyvatelé rozhodli vystavět Panně Marii kapli, ale navezený stavební materiál se pokaždé přesunul na místo původního nálezu sošky, a proto kapli postavili na místě dochovaného kostela.